# Boriziny (stad)
Boriziny is een stad in Madagaskar, gelegen in de regio Sofia. 

## Geschiedenis
Tot 1 oktober 2009 lag Boriziny in de provincie Antsiranana. Deze werd echter opgeheven en vervangen door de regio Sofia. Tijdens deze wijziging werden alle autonome provincies opgeheven en vervangen door de in totaal 22 regio's van Madagaskar.